# August Klasing (Verleger, 1809)
August Klasing (* 8. Oktober 1809 in Bielefeld; † 5. August 1897 ebenda) war ein deutscher Buchhändler und  Verleger.

## Leben und Wirken
August Klasing wuchs als Sohn des Knochenhauers und Kornhändlers Friedrich Klasing (1748–1832) und seiner Ehefrau Johanna Margaretha Cathrine, geb. Friedhoff, in Bielefeld auf. Nach der Reifeprüfung am Bielefelder Gymnasium absolvierte er von 1825 bis 1829 eine Buchhändlerlehre bei Wilhelm Starke in Chemnitz und arbeitete anschließend als Gehilfe bei Johann A. Barth in Leipzig, C. G. Kunze in Mainz und A. Marcus in Bonn.
1835 kaufte sich August Klasing mit seinem Erbe – insgesamt 5000 Taler – in die Buchhandlung seines Freundes August Velhagen in Bielefeld ein und gründete zusammen mit diesem den Verlag Velhagen & Klasing. Das überwiegend von Klasing konzipierte Verlagsprogramm bot vor allem Schulbücher und religiöse Schriften an, aber auch andere Werke, wie etwa das berühmte Kochbuch von Henriette Davidis (1844).
Unter der Führung von Klasings Sohn Otto (1841–1888) kam es 1864 zur Gründung einer Zweigniederlassung in Leipzig, die unter anderem zur Heimat der konservativ-christlichen Familienzeitschrift „Daheim“ werden sollte (ab 1886 unter dem Titel „Velhagen & Klasings Monatshefte“). Außerdem entstand am Standort Leipzig die neue Produktgruppe der vaterländisch-historischen Bücher. 1873 gründet der Verlag Velhagen & Klasing die Geographische Anstalt, die mit Andrees Handatlas große Erfolge – auch international – feiern konnte. Lizenzauflagen in Paris, New York, Kopenhagen, Stockholm und Wien folgten der deutschen Erstausgabe.
Nach dem Tode August Klasings 1897 ging die Geschäftsführung an seinen Sohn Johannes (1846–1927). Gemeinsam mit Velhagens Sohn Wilhelm führte dieser das Unternehmen, einen der bedeutendsten Verlage der damaligen Zeit. Nachdem sich das Unternehmen fast 120 Jahre im Familienbesitz befunden hatte, wurde es 1954 von dem Verleger Franz Cornelsen übernommen.